# ليديا ماخوبو
ليديا فينديل ماخوبو (بالإنجليزية: Lydia Phindile Makhubu)‏ (من مواليد 1 يوليو 1937) هي كيميائية متقاعدة من سوازيلاند وأستاذ كيمياء وعميدة سابقة ونائبة رئيس جامعة سوازيلاند.

## حياتها
وُلدت ماخوبو في أوسوتو في سوازيلاند. كان والداها مُعلمين، لكن والدها كان يعمل بشكل منظم في العيادات الصحية. أثّر احتكاكها المبكر بالطب تأثيرًا كبيرًا على اختيارها الوظيفي؛ أرادت ماخوبو في البداية أن تصبح طبيبة، ثم تحوّل اهتمامها بعد ذلك إلى الكيمياء.
تخرجت ماخوبو من كلية بيوس الثاني عشر (تُعرف الآن بجامعة ليسوتو الوطنية) في ليسوتو بدرجة البكالوريوس، ثم حصلت في عام 1963 على درجة الماجستير بمنحة الكومنولث الكندية. حصلت ماخوبو على درجة الدتوراة في الكيمياء العضوية من جامعة ألبرتا في عام 1967، تلتها درجة الدكتوراه في الكيمياء الطبية من جامعة تورنتو في عام 1973، لتصبح أول امرأة سوازية تحصل على الدكتوراه.
عادت ماخوبو إلى وطنها وانضمت إلى كلية جامعة سوازيلاند، وأصبحت محاضرة في قسم الكيمياء في عام 1973، وعميدة كلية العلوم من 1976 إلى 1980، وأستاذة محاضرة في عام 1979، وأستاذة كاملة في العام التالي، ونائبة مستشارة من عام 1988 حتى عام 2003. ركزت أبحاثها على الآثار الطبية للنباتات المستخدمة من قبل المعالجين التقليديين في سوازي.
منذ نشأتها في عام 1993 وحتى عام 2005، كانت ماكوبو رئيس المنظمة العالمية الثالثة للمرأة في العلوم، التي تُقدم زمالات للدراسات العليا. كانت ماخوبو أول امرأة تتولى رئاسة اللجنة التنفيذية لرابطة جامعات الكومنولث. كما خدمت في العديد من المنظمات الأخرى، مثل اللجنة الاستشارية للأمم المتحدة المعنية بتسخير العلم والتكنولوجيا لأغراض التنمية.
تلقّت ماخوبو العديد من المنح والأوسمة، بما في ذلك منحة مؤسسة ماك آرثر (1993-1995)، ودرجات الدكتوراه الفخرية من مختلف الجامعات، بما في ذلك درجة طبيب من جامعة سانت ماريفي عام 1991.
تزوجت ماخوبو من الجراح دانيال مباثا، وأنجبا ابن وابنة.